# Naréndra Módí
Naréndra Dámodardás Módí (gudžarátsky નરેંદ્ર દામોદરદાસ મોદી; * 17. září 1950, Vadnagar, Gudžarát) je současným premiérem Indie. Do úřadu nastoupil v květnu roku 2014. Je členem hinduistické a nacionálně orientované Indické lidové strany (BJ). V letech 2001 až 2014 byl nejdéle sloužícím předsedou vlády indického svazového státu Gudžarát. Je poslancem za volební obvod Váránasí.

## Životopis

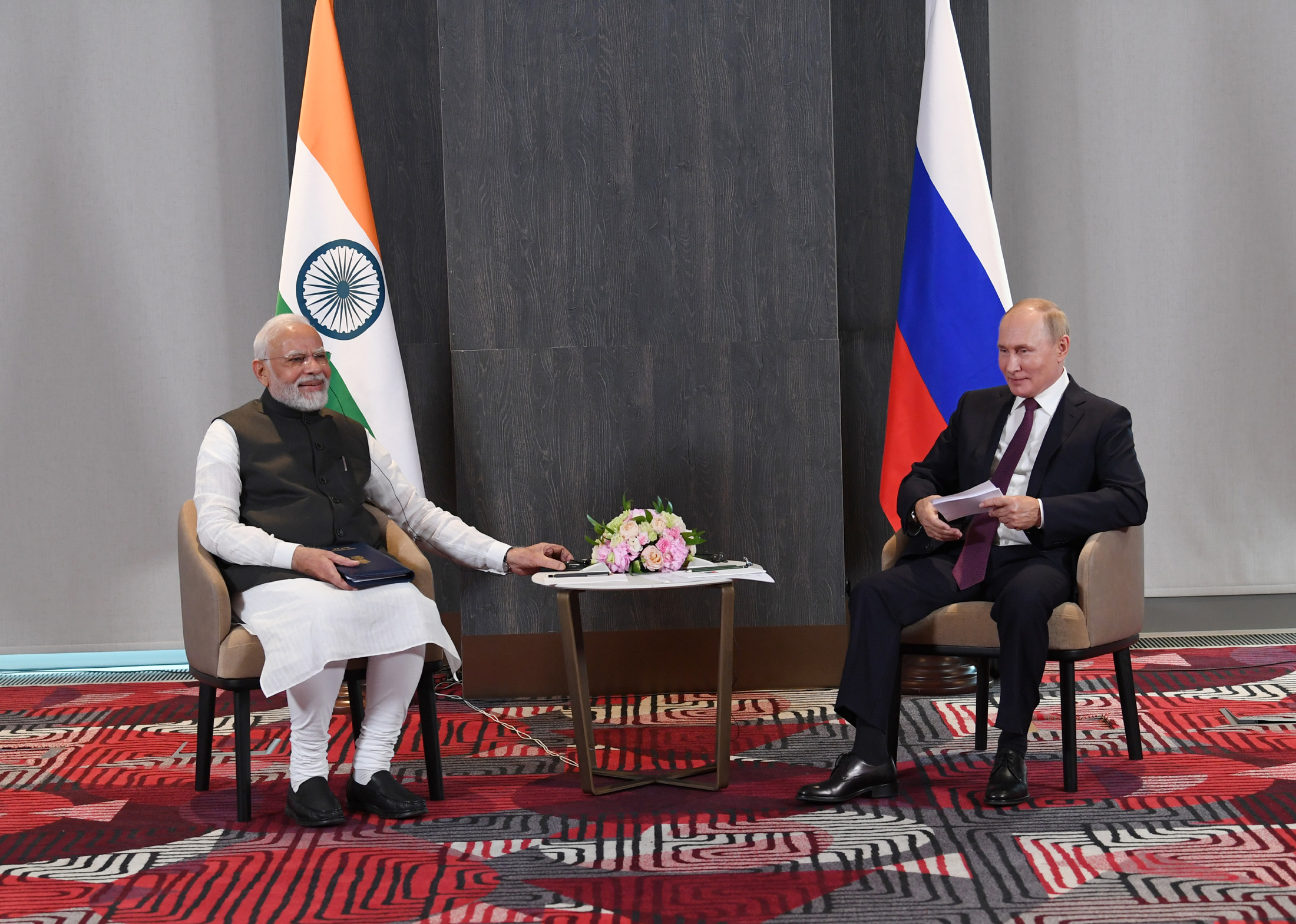
Naréndra Módí a ruský prezident Vladimir Putin (16. září 2022)

Vystudoval politologii na Gudžarátské univerzitě. Je hinduistickým nacionalistou a také členem Národního svazu dobrovolníků (hindsky Ráštríj svajamsévak sangh). Je rodilým mluvčím gudžarátštiny.
Naréndra Módí byl hlavním stratégem strany Bháratíja džantá (BJ) v úspěšných volebních kampaních ve státu Gudžarát v letech 1995 a 1998. Vedl BJ do všeobecných voleb v roce 2014. Výsledkem těchto voleb byla většina pro BJ ve spodní komoře indického parlamentu, což se stalo poprvé od roku 1984.

## Hodnocení

### Mezináboženské střety (2002)
Je vnímán jako kontroverzní politik, jak v Indii, tak ve světě, a to na základě neochoty zabránit násilným náboženským střetům mezi muslimy a hinduisty ve státě Gudžarát v roce 2002, při kterých zahynulo přes 1000 lidí a 150 000 lidí bylo donuceno opustit své domovy. Je naopak oceňován pro svou ekonomickou politiku, která vytvořila podmínky pro rychlý ekonomický růst v Gudžarátu.[zdroj?]

### Jazyková politika za Naréndry Modího (2014–)
Od svého nástupu do funkce předsedy vlády se aktivně zasazoval o posílení užívání hindštiny oproti angličtině ve státní správě, což se setkalo např. na jihu Indie (tj. ve státě Tamilnádu) s nemalým odporem a kritikou, a to především z důvodu neznalosti tohoto indoevropského jazyka. Hindštinu nepropaguje jen na domácí půdě, nýbrž i při jednání se zahraničními státníky či při zastupování Indie v zahraničí. Ačkoli angličtinu ovládá na dobré úrovni, při setkání s americkým prezidentem Barackem Obamou hovořil hindsky prostřednictvím tlumočníka. Hindsky mluvil i při projevu v OSN v roce 2014.

### Zahraniční politika
Na počátku srpna 2019 Módiho vláda zrušila speciální autonomní status převážně muslimy obývaného státu Džammú a Kašmír, dlouholetý předmět sporu se sousedním Pákistánem. Krok indické vlády vedl ke zvýšení napětí s Pákistánem. Panují obavy, že konflikt mezi Indií a Pákistánem by mohl přerůst až v jadernou válku.
Indie má tradičně dobré vztahy s Ruskem a během ruské invaze na Ukrajinu zaujala Módiho vláda neutrální pozici a invazi neodsoudila. V roce 2023 pocházelo 40 % veškeré dovezené ropy do Indie z Ruska a podle některých kritiků tak Indie pomohla financovat válku na Ukrajině.
V červnu 2020 se zhoršily vztahy s Čínou po incidentu v údolí Galwan kvůli spornému pohraničnímu území.
V září 2023 obvinil kanadský premiér Justin Trudeau Módího vládu, že stála za vraždou kanadského občana a vůdce sikhské komunity Hardeep Singh Nijjara, který byl zastřelen 18. června 2023 před sikhským chrámem v kanadské provincii Britská Kolumbie. Nijjar byl indickou vládou označen v roce 2020 za teroristu, protože podporoval boj sikhských separatistů za vznik nezávislého sikhského státu Chálistánu na území indického Paňdžábu. Incident vedl k prudkému zhoršení kanadsko–indických vztahů.

### Hodnocení v indické diaspoře
Indové žijící v zahraničí nesdílejí označení Módího za hinduistického nacionalistu, protože hinduismus i v indické politice považují za široce přijímající všechny národnostní i náboženské skupiny v Indii.